# Shaun Hegarty
Pour les articles homonymes, voir Hegarty.
Pas d'image ? Cliquez ici

a Compétitions nationales et continentales officielles uniquement.

Dernière mise à jour le 10 décembre 2017.
Shaun Hegarty, né le 1er mars 1984, est un joueur français de rugby à XV et à sept évoluant au poste de centre.
Son père, Brian Hegarty, était centre au Biarritz olympique et international néo-zélandais. Son frère Brendan est également joueur de rugby au niveau professionnel, au poste d'ailier.

## Biographie
En 2012, il arrête le rugby professionnel pour effectuer un tour du monde. Il revient ensuite dans son club formateur à Bidart en 2013 où il termine sa carrière en 2017.
Le 5 avril 2024, il annonce lors d'une conférence de presse qu'il reprend le club du Biarritz olympique avec son ancien coéquipier Marc Baget et l'ancien international sud-africain Flip van der Merwe. Il devient président du conseil de surveillance tandis que Flip van der Merwe devient président du directoire.

## Palmarès
- Champion de France : 2005, 2006
- Équipe de France universitaire :
  - 2006 : 3 sélections (Angleterre, Espagne, Angleterre), 1 essai[réf. nécessaire]
  - 2005 : 1 sélection (Angleterre), au poste de troisième ligne[réf. nécessaire]
- Équipe de France -21 ans[réf. nécessaire]
- Équipe de France -19 ans :
  - 2003 : participation au championnat du monde en France, 2 sélections (Canada, pays de Galles)[réf. nécessaire]
  - 4 sélections en 2002-2003[réf. nécessaire]
- Équipe de France de rugby à sept : champion du monde universitaire en 2004 en Chine et en 2006 en Italie[réf. nécessaire]